# Lost Girls & Love Hotels
Lost Girls & Love Hotels é um filme de drama de suspense estadunidense de 2020 dirigido por William Olsson a partir de um roteiro de Catherine Hanrahan, baseado no romance Lost Girls and Love Hotels de Hanrahan. O filme é estrelado por Alexandra Daddario como uma professora de inglês estadunidense em Tóquio, que se perde na vida noturna da cidade e começa um caso com um membro da Yakuza. Foi lançado por meio de vídeo sob demanda em 18 de setembro de 2020, pela Astrakan Film AB.

## Elenco
- Alexandra Daddario como Margaret
- Takehiro Hira como Kazu
- Carice van Houten como Ines
- Andrew Rothney como Liam
- Misuzu Kanno como Nakamura
- Yasunari Takeshima como usado
- Kate Easton como Louise
- Haruka Imo como Tamiko

## Produção

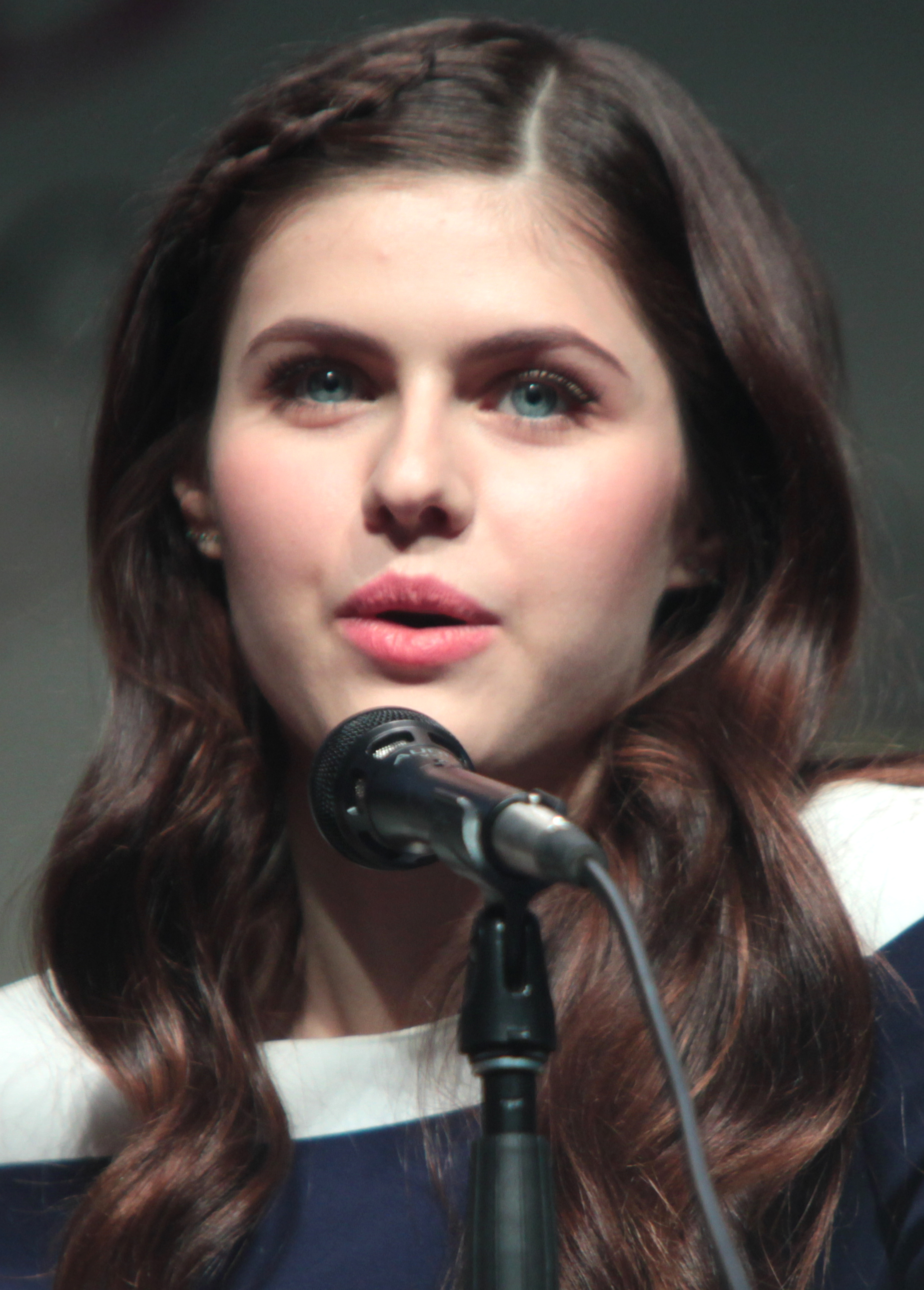
Uma foto da atriz Alexandra Daddario

Em dezembro de 2009, foi anunciado que Kate Bosworth iria produzir e estrelar Lost Girls and Love Hotels, baseado no romance de 2006 de Catherine Hanrahan. Jean-Marc Vallee foi escalado para dirigir e Nadia Conners escreveu o roteiro adaptado. No entanto, o filme nunca chegou à produção.
Em outubro de 2017, foi anunciado que Alexandra Daddario estrelaria uma adaptação recém-produzida sob o título I Am Not a Bird, que mais tarde voltaria ao título original. Hanrahan foi contratada para adaptar seu próprio romance e William Olsson foi contratado para dirigir. O resto do elenco, incluindo Carice van Houten e Takehiro Hira, foi anunciado em novembro de 2017.
As filmagens ocorreram em Tóquio e Kyoto, Japão, de 27 de outubro a 15 de dezembro de 2017.[carece de fontes?]

## Lançamento
Em 8 de julho de 2020, foi anunciado que o filme seria lançado em 4 de setembro de 2020, sob a Astrakan Releasing, o braço de distribuição recém-criado da Astrakan Films AB, a produtora dirigida pelo diretor William Olsson e pela produtora Lauren Mann. O primeiro teaser trailer do filme também foi lançado em conjunto com o anúncio da data de lançamento do filme. O trailer oficial foi lançado em 13 de agosto de 2020, com uma nova data de lançamento marcada para 18 de setembro. Em 5 de outubro de 2020, o filme recebeu os direitos internacionais pela Signature Entertainment em 2021.

## Recepção
Rotten Tomatoes dá ao filme uma taxa de aprovação de 50% com base em 24 avaliações, com uma classificação média de 5.5/10. O consenso dos críticos do site diz: "Embora seja uma peça bem representada e ocasionalmente envolvente, Lost Girls & Love Hotels muitas vezes atenua seus elementos eróticos com um tédio apático". Metacritic relata uma pontuação de 57 em 100 com base em sete análises críticas, indicando "análises mistas ou médias".